# San Miguel (Chiapas)
San Miguel es una localidad del estado mexicano de Chiapas. Es parte del municipio de Salto de Agua.

## Toponimia
El nombre de la localidad hace referencia al santo patrono de la localidad: Miguel Arcángel.

## Demografía
| Gráfica de evolución demográfica |
|                                  |

| Censo | Población |
| ----- | --------- |
| 1960  | 231       |
| 1970  | 327       |
| 1980  | 665       |
| 1990  | 1 147     |
| 2000  | 1 182     |
| 2010  | 1 373     |
| 2020  | 1 522     |